# Giuseppe Signorelli
Giuseppe Signorelli   (Casnigo, 24 de juny de 1947) és un ex-pilot d'enduro italià, dues vegades Subcampió d'Europa (en 175 cc el 1975 i en 75 cc el 1979). Com a membre de l'equip italià guanyà el Vas als Sis Dies Internacionals d'Enduro en dues ocasions (1968 i 1978).
Giuseppe Signorelli és oncle del doble Campió d'Europa i 11 vegades Campió d'Itàlia d'enduro Angelo Signorelli, a qui de ben jove va recomanar a Fantic com a pilot de proves.

## Palmarès

### Campionat d'Europa
- 2 Subcampionats d'Europa d'enduro:
  - 1974 (175 cc, Gilera)
  - 1979 (75 cc, Fantic)
- 3 Victòries a la Valli Bergamasche:
  - 1974 - 175 cc (Gilera)
  - 1975 - 75 cc (Puch)
  - 1979 - 75 cc (Fantic)

### ISDT
- 15 Participacions, aconseguint un total de 9 medalles d'or, 2 d'argent i 1 de bronze
- 2 Victòries en el Vas amb l'equip italià:
  - 1968 (San Pellegrino Terme, Itàlia)
  - 1978 (Suècia)

### Campionat d'Itàlia
- 1 Campionat d'Itàlia d'enduro: 1969 (100 cc, Moto Morini)